# Colquechaca
Colquechaca – miasto w Boliwii w departamencie Potosi. W 2001 roku miasto liczyło 1816 mieszkańców. Najwyżej położone miasto Boliwii.